# Керштаново (Мронґовський повіт)
Керштаново (пол. Kiersztanowo, нім. Kerstinowen; 1938-45: Kersten) — село в Польщі, у гміні Мронгово Мронґовського повіту Вармінсько-Мазурського воєводства.
Населення — 310 осіб (2011).

## Демографія
Демографічна структура станом на 31 березня 2011 року:
|          | Загалом | Допрацездатний вік | Працездатний вік | Постпрацездатний вік |
| -------- | ------- | ------------------ | ---------------- | -------------------- |
| Чоловіки | 159     | 31                 | 117              | 11                   |
| Жінки    | 151     | 23                 | 100              | 28                   |
| Разом    | 310     | 54                 | 217              | 39                   |